# Castelo de Vitré

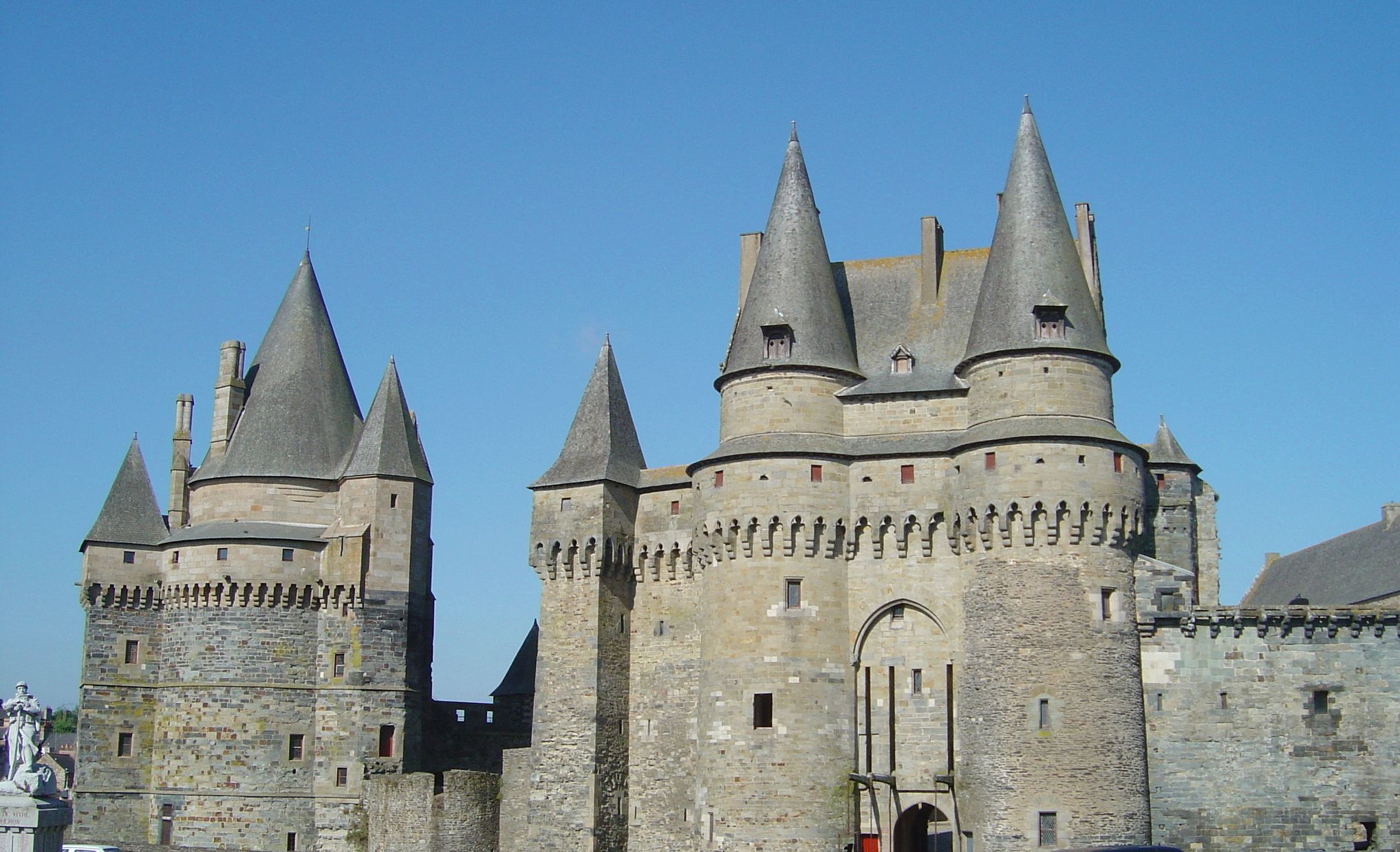
Vista do Château de Vitré com a Torre Saint-Laurent

O Castelo de Vitré (Château de Vitré em língua francesa) é um castelo e palácio fortificado da França. Fica situado na comuna de Vitré, departamento de Ille-et-Vilaine, na região administrativa da Bretanha.

## História

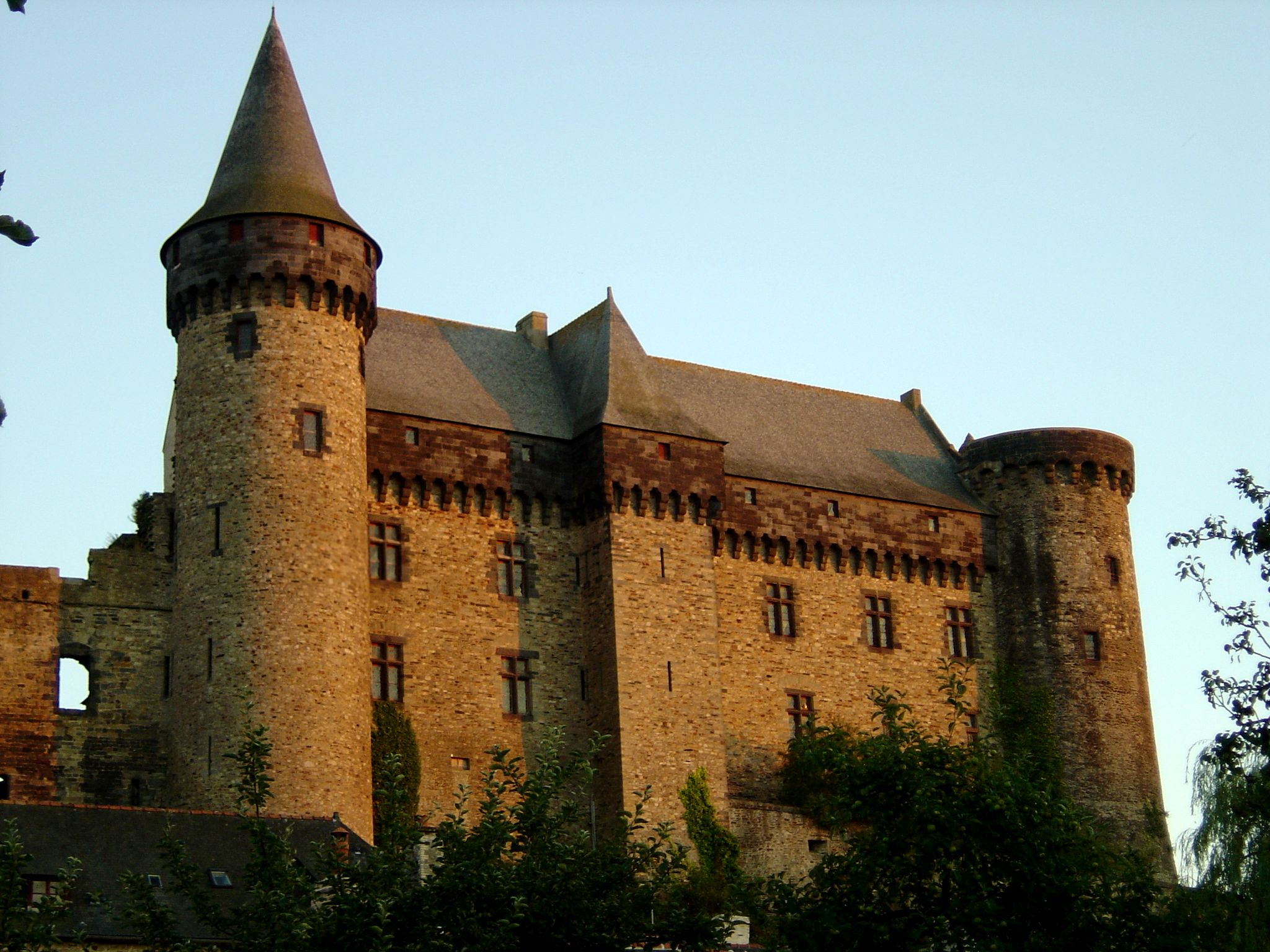
Fachada este do Château de Vitré.

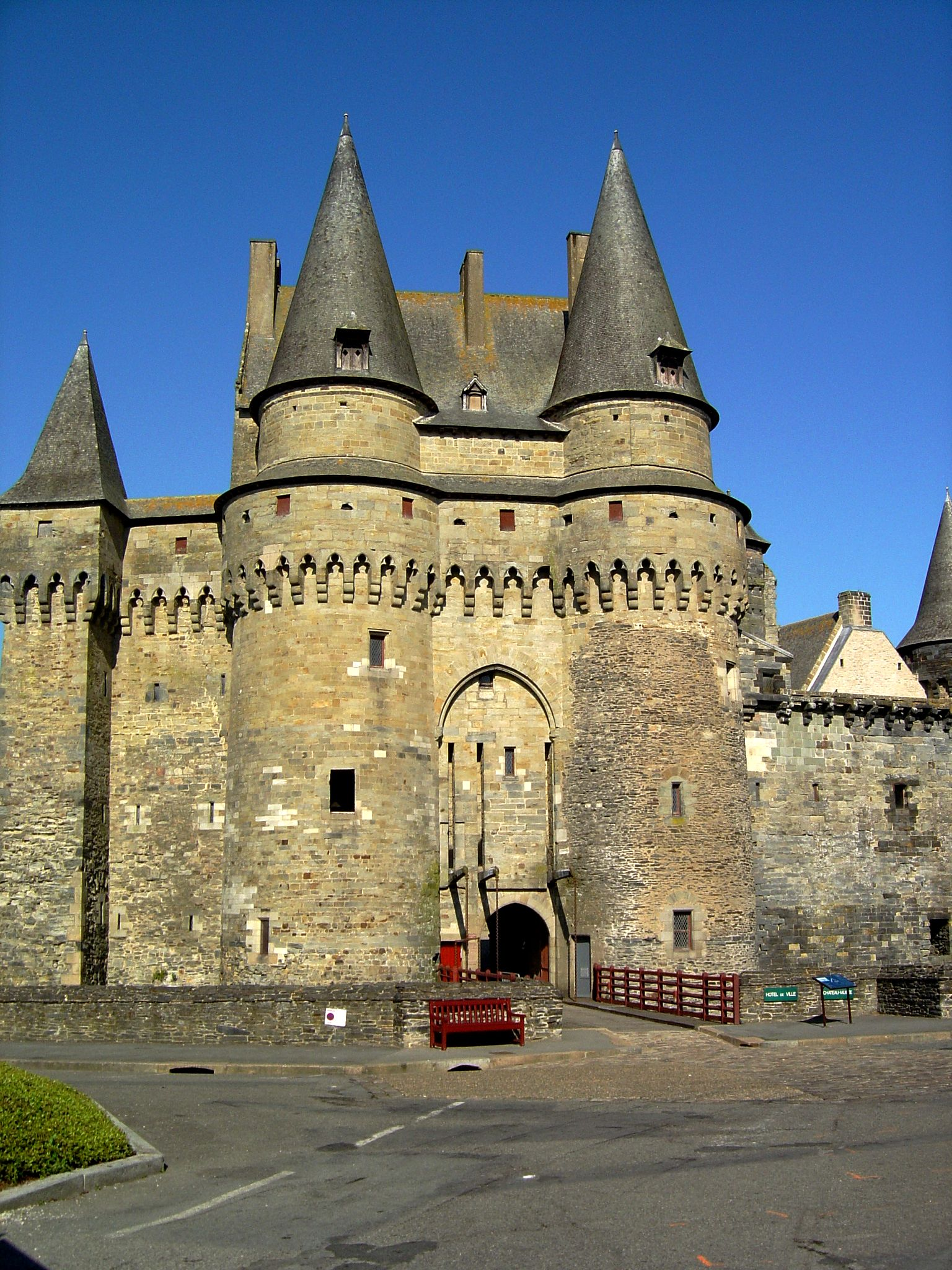
Detalhe da entrada do Château de Vitré.

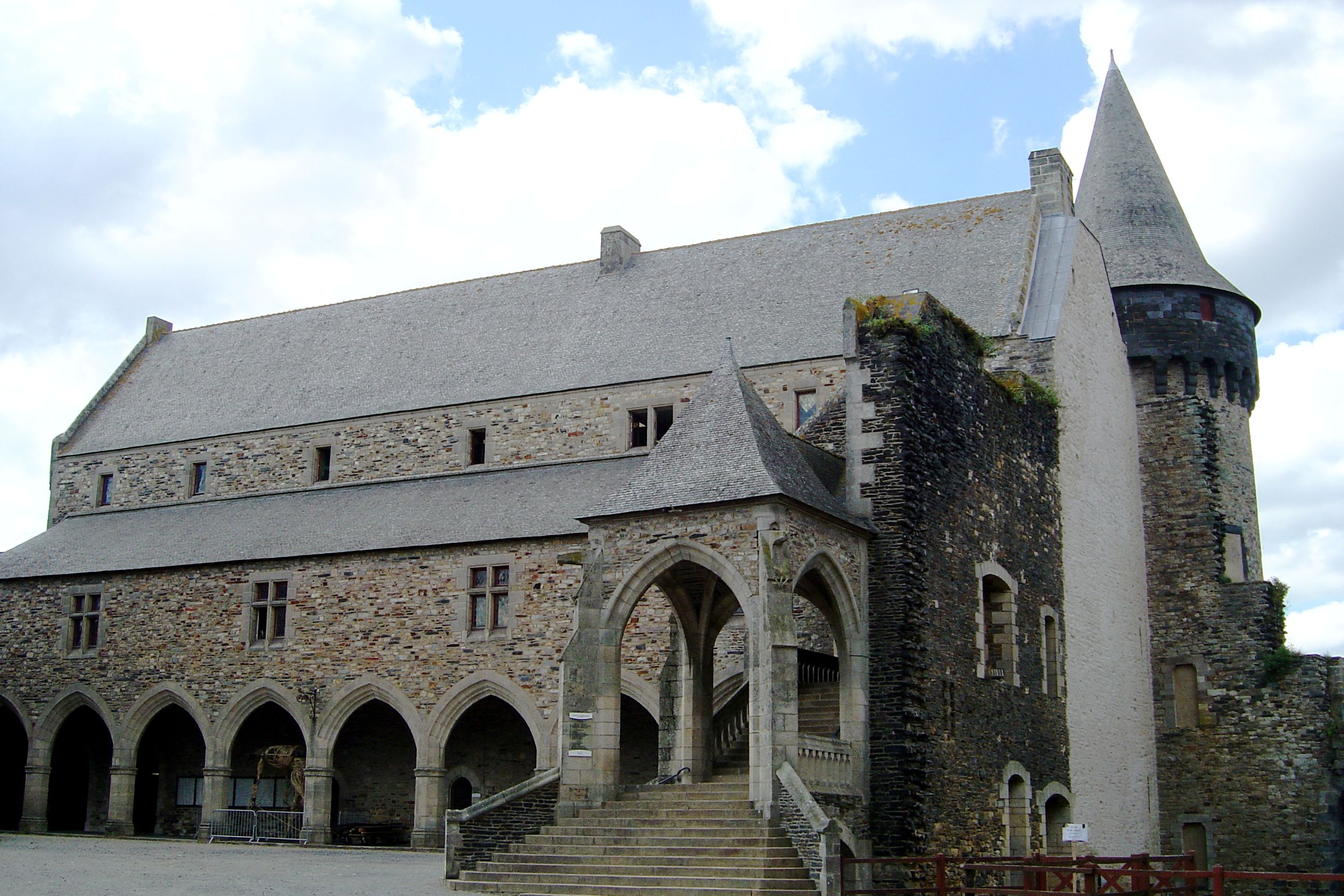
Câmara Municipal de Vitré, construída em 1912 no interior do Château de Vitré.

Em Vitré, o primeiro castelo em pedra foi construído pelo Barão Robert I de Vitré no final do século XI. O sítio defensivo escolhido, um promontório rochoso, domina o vale do rio Vilaine. Esse edifício, do qual ainda subsiste um pórtico em estilo românico, sucedeu a um castelo em madeira construído sobre um solar feudal cerca do ano 1000. Na primeira metade do século XIII, o Barão André III reconstruiu-o e deu-lhe a sua forma atual, triangular, acompanhando o cume do esporão rochoso, e rodeado por fossos secos.
Depois da morte de André III de Vitré, o domínio passou por aliança para a família dos Condes de Laval. Guy XII de Laval ampliou o castelo no século XV. Foi nesta época que se realizaram as últimas obras defensivas: châtelet com dupla ponte-levadiça em flecha, Torre de la Madeleine, Torre Saint-Laurent (posteriormente perfurada por canhoneiras). Contudo, em 1487, Guy XV de Laval abriu as portas às tropas francesas sem combater.

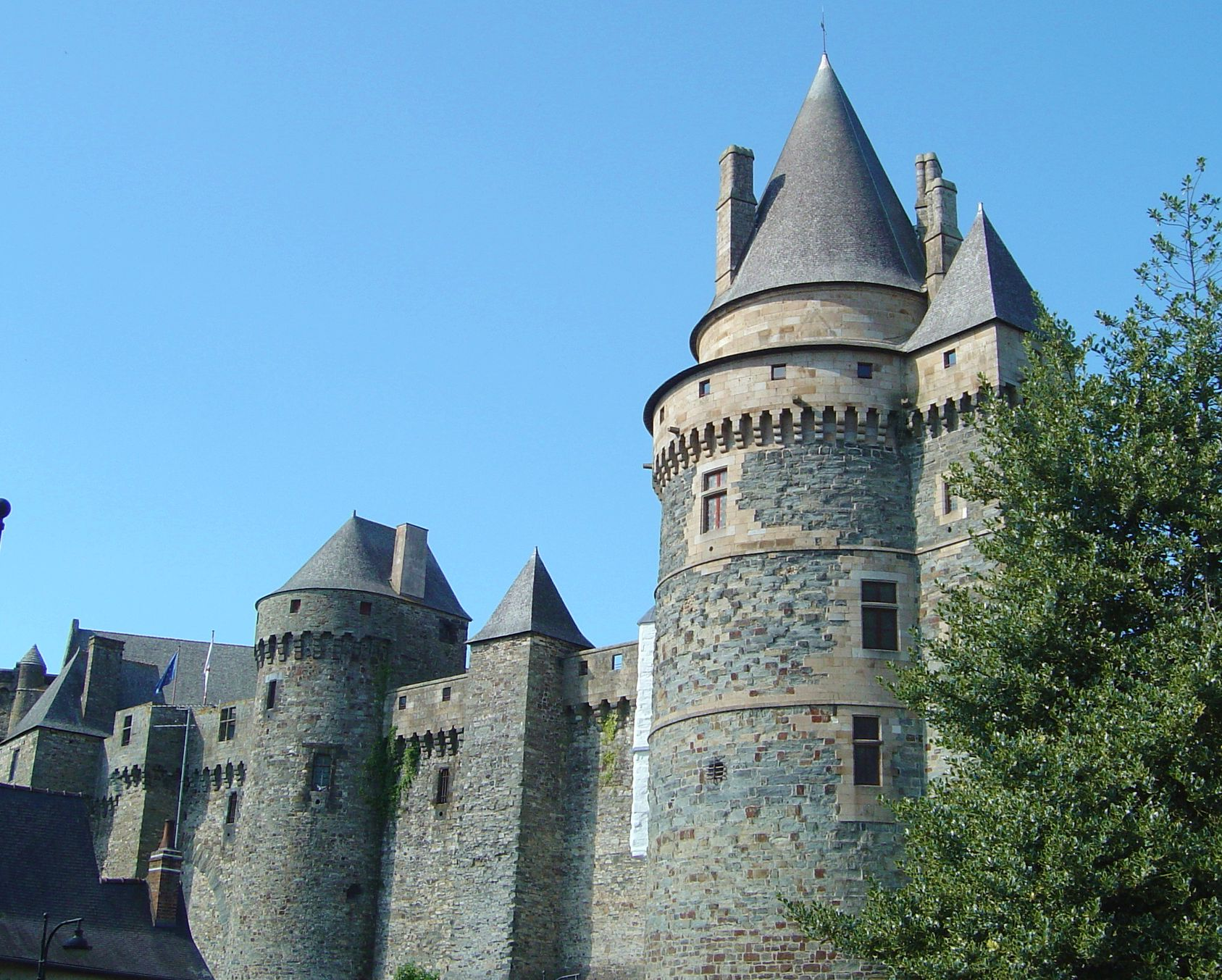
Fachada oeste do Château de Vitré.

A partir do final do século XV e durante o século XVI prevaleceram as alterações centradas no aumento do conforto: construção de galerias de circulação e de um oratório em estilo renascentista, em 1530). O Parlamento da Bretanha refugiou-se no edifício em três ocasiões (1564, 1582 e 1583) aquando das epidemias de peste ocorridas em Rennes.
Com as famílias Rieux e Coligny, proprietárias do castelo entre 1547 e 1605, O Château de Vitré abrigou o culto protestante e tronou-se durante alguns anos um bastião huguenote. Em 1589, a fortaleza resistiu a um cerco de cinco meses feito pelo Duque de Mercœur.
En 1605, depois da morte de Guy XX de Laval, o castelo tornou-se propriedade da família de La Trémoille, originária de Poitou. O castelo foi abandonado no século XVII, o que levou à sua degradação, nomeadamente com o colapso parcial da Torre Saint-Laurent e o incêndio acidental que destruiu a residência senhorial do final do século XVIII.

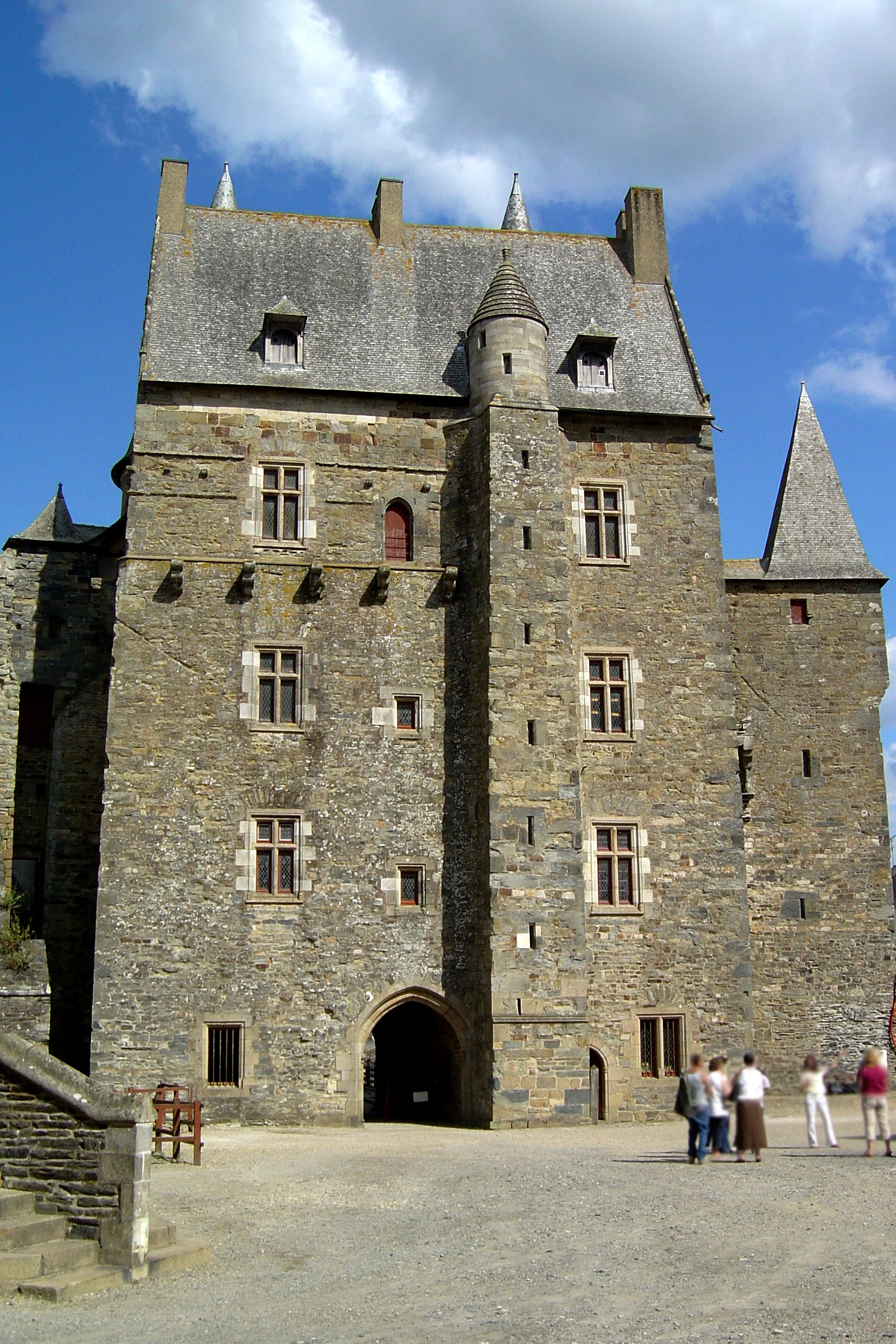
Parte do palácio fortificado por trás do châtelet.

No lugar da residência senhorial foi construída uma prisão departamental que ocupou toda a parte norte, compreendendo a Torre de la Madeleine. A prisão transformou-se em quartel aquando da chegada do 70º Regiemento de Infantaria, entre 1867 e 1877.
Em 1820, o município de Vitré comprou o Château de Vitré pela quantia de 8.500 francos. Em 1872, foi um dos primeiros "châteaux" a serem classificados como monumento histórico em França, tendo sido restaurado a partir de 1875 sob a direcção do arquitecto Darcy. Passado ao domínio público, foi organizado um pequeno museu, em 1876, sob o impulso de Arthur de la Borderie. Paradoxalmente, este último mandou destruir a collégiale de la Madeleine (igreja da Madeleine), situada no pátio do castelo, quando era conservador da cidade. No seu lugar foi construída uma escola para rapazes.
Atualmente, a câmara municipal de Vitré está instalada no interior do recinto do castelo, num edifício construído em 1912 segundo a planta do palácio medieval. A praça do castelo tornou-se num simples parque de estacionamento, tendo sido renovado em 2007 com o objectivo de devolver o valor a um dos mais imponentes châteaux-fortes de França.